# Blanzaguet-Saint-Cybard
Blanzaguet-Saint-Cybard ist eine aus drei Ortsteilen (Blanzaguet, Saint-Cybard und Le Peyrat) bestehende Gemeinde mit 273 Einwohnern (Stand 1. Januar 2022) im westfranzösischen Département Charente in der Region Nouvelle-Aquitaine.

## Lage
Blanzaguet-Saint-Cybard liegt in einer Höhe von etwa 105 Metern ü. d. M. etwa 30 Kilometer (Fahrtstrecke) südöstlich von Angoulême in der alten Kulturlandschaft des Angoumois.

## Bevölkerungsentwicklung
| Jahr      | 1962 | 1968 | 1975 | 1982 | 1990 | 1999 | 2006 | 2016 |
| Einwohner | 304  | 280  | 255  | 252  | 223  | 216  | 238  | 298  |

In der zweiten Hälfte des 19. Jahrhunderts hatte die Gemeinde zeitweise mehr als 500 Einwohner; infolge der Reblauskrise im Weinbau und des Verlusts von Arbeitsplätzen durch die Mechanisierung der Landwirtschaft sank die Einwohnerzahl danach kontinuierlich auf die Tiefststände der letzten Jahrzehnte ab.

## Wirtschaft
Die Einwohner der Gemeinde lebten jahrhundertelang von der Landwirtschaft; die Böden der Gemeinde gehören zu den Bons Bois des Weinbaugebietes Cognac, doch sind die Absätze bei teuren Weinbränden in den letzten Jahrzehnten eher rückläufig, so dass der Weinbau keine bedeutende Rolle mehr spielt. Einnahmen aus dem Tourismus, insbesondere der Vermietung von Ferienwohnungen (gîtes), sind dagegen seit den 1960er Jahren für die Einnahmen der Gemeindekasse zunehmend wichtiger geworden.

## Geschichte
Die romanische Kirche und die Burg von Blanzaguet weisen auf einen bereits im Mittelalter existierenden Ort hin; auch die ehemals eigenständige Pfarrei von Saint-Cybard hat eine romanische Kirche. Im Jahr 1790 schlossen sich Saint-Cybard und der Weiler Le Peyrat zusammen; im Jahr 1862 erfolgte der Zusammenschluss mit Blanzaguet.

## Sehenswürdigkeiten

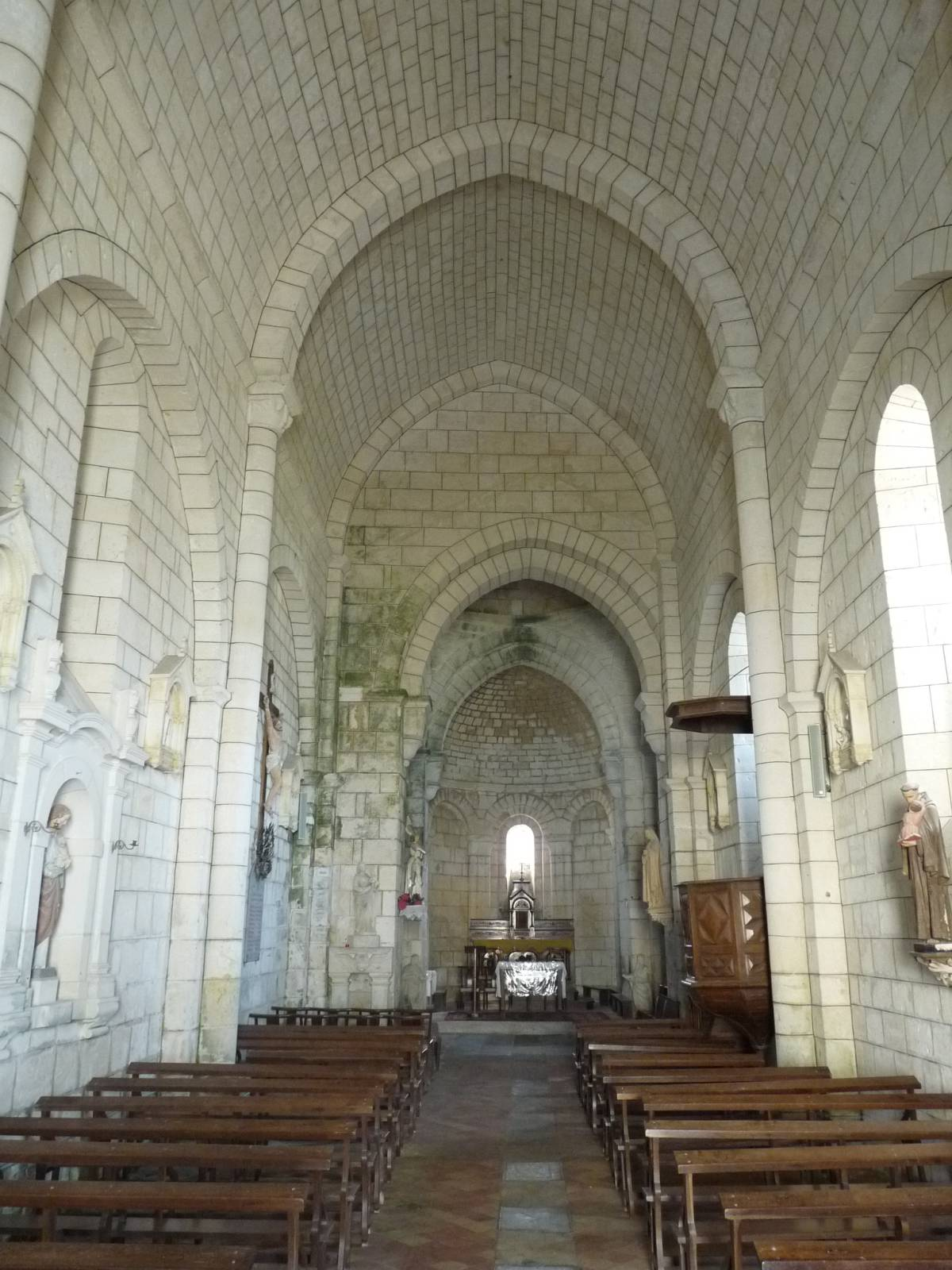
Blanzaguet – Kirche Saint-Pierre mit seitlich verschobener Apsis

- Die romanische Pfarrkirche Saint-Pierre von Blanzaguet stammt aus dem 12. Jahrhundert. Die durch Halbsäulenvorlagen und Rundbogenarkaden gegliederte Apsis und der mit Blendarkaden versehene Vierungsturm sind ihre auffälligsten Bauteile; die Westfassade mit einem nur wenig geschmückten Archivoltenportal ist dagegen eher unscheinbar. Die Ecken des Bauwerks sind durch abgestufte Strebepfeiler verstärkt, wohingegen die Außenwände nur durch einfache Strebepfeiler gegen den Gewölbeschub verstärkt sind. Die aus exakt gefügten Hausteinen solide gemauerte Kirche ist im Innern einschiffig und mit einer Spitztonne überwölbt. Die Außenwand ist durch große Blendarkaden aufgelockert. Die aus der Achse nach rechts verschobene Apsis lässt auf eine frühe Änderung des Bauplans schließen. Der Bau ist seit dem Jahr 1920 als Monument historique[1] anerkannt.

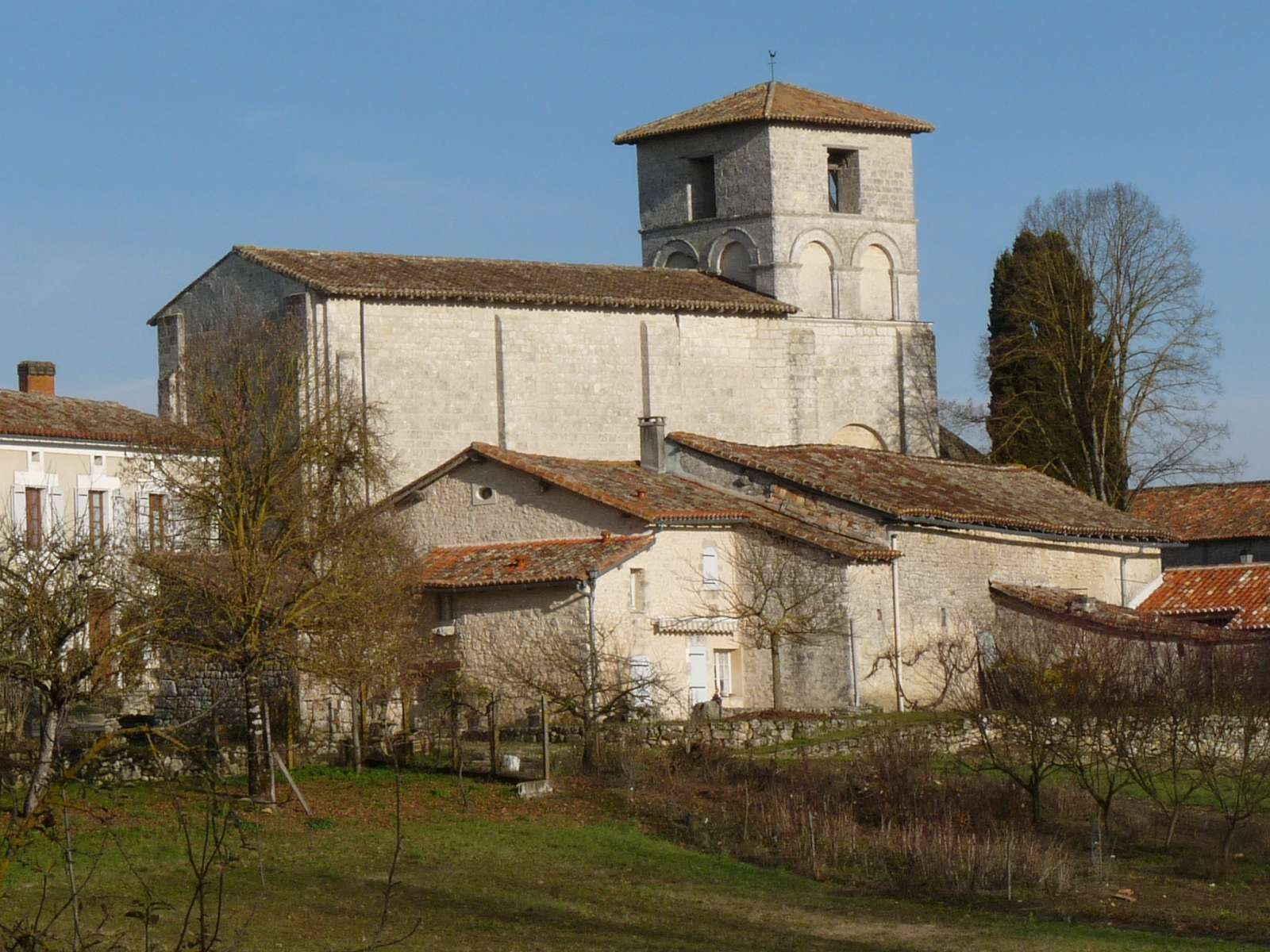
Ansicht von Südwesten
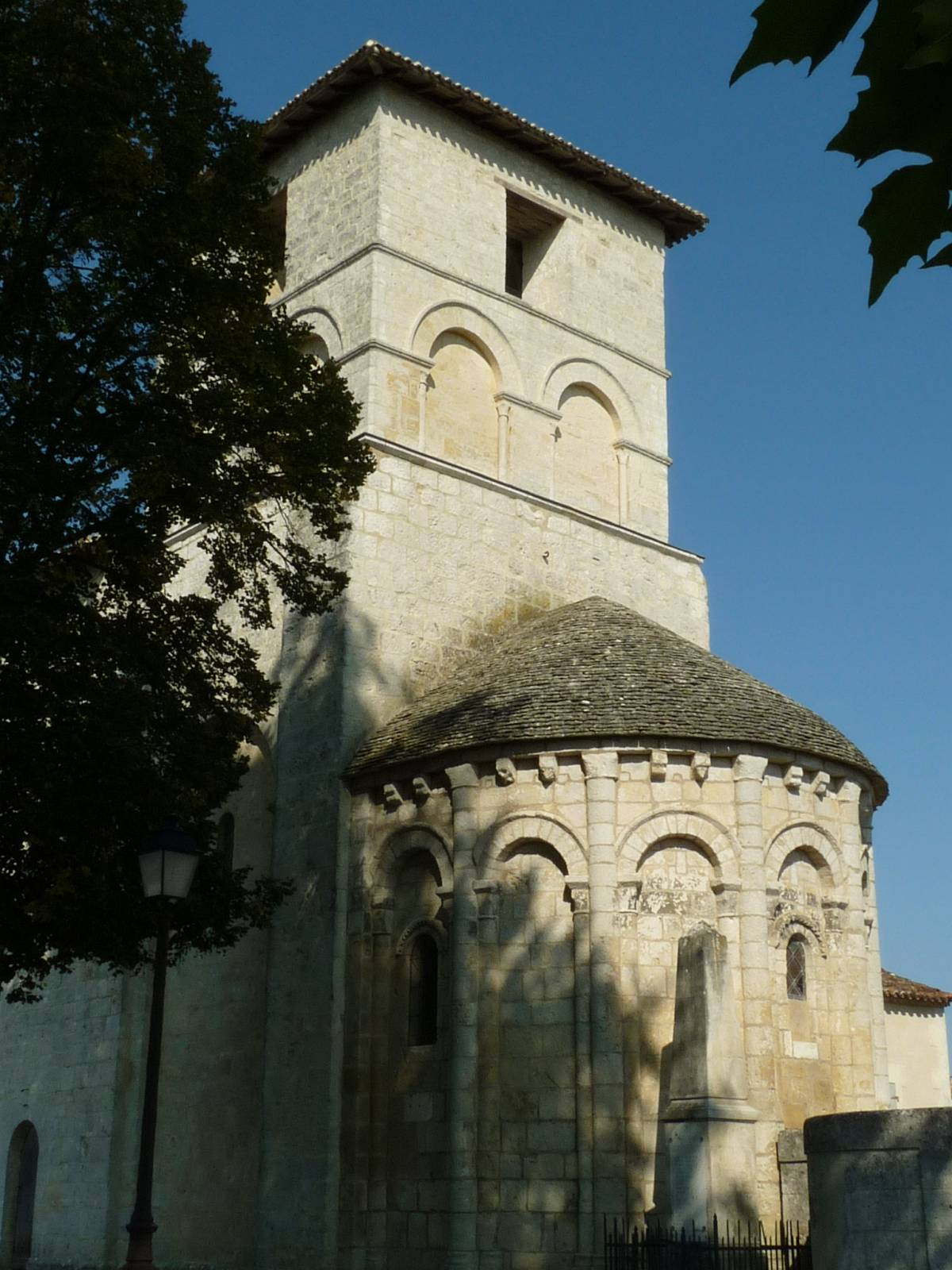
Ansicht von Südosten
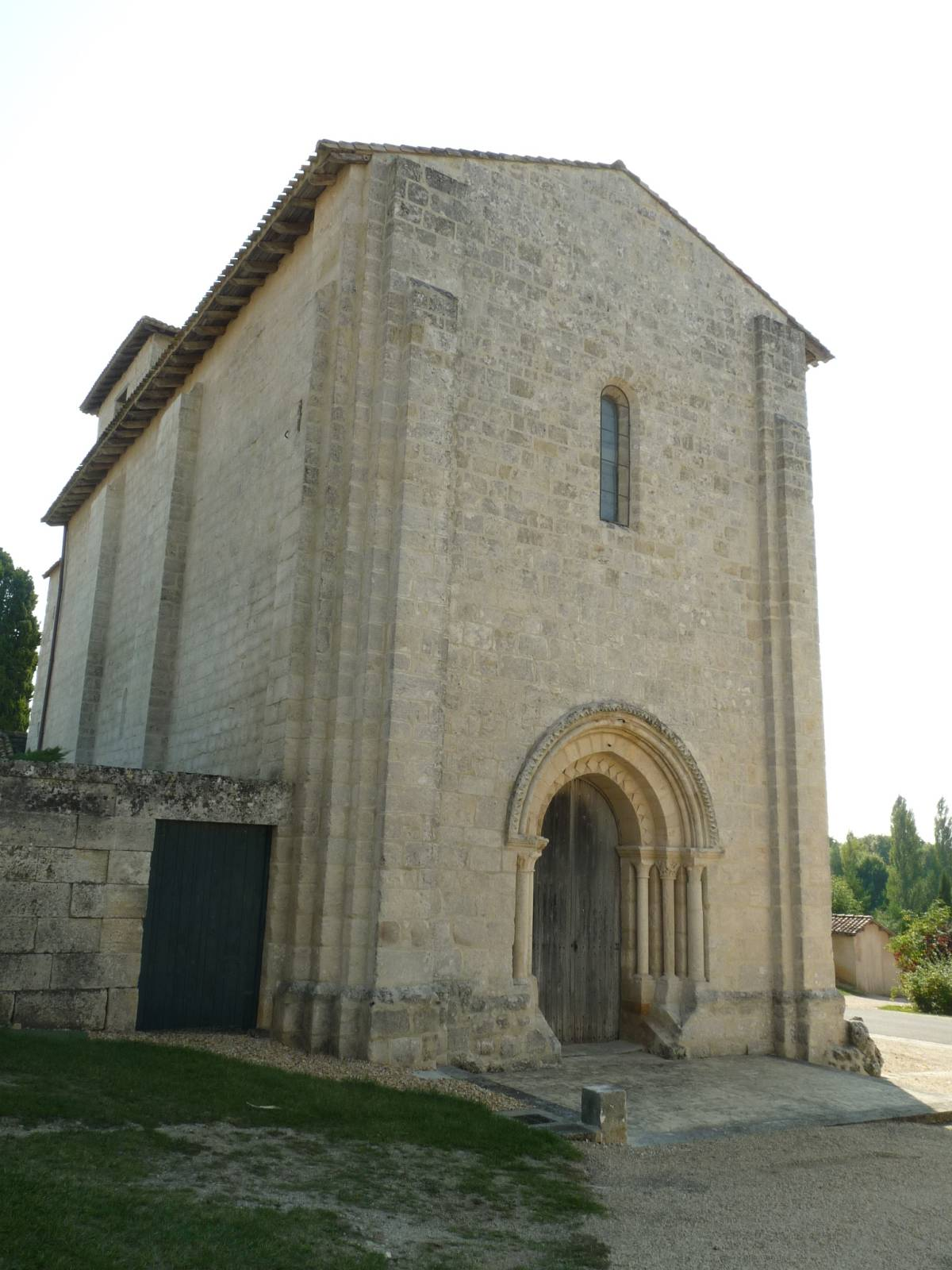
Ansicht von Westen

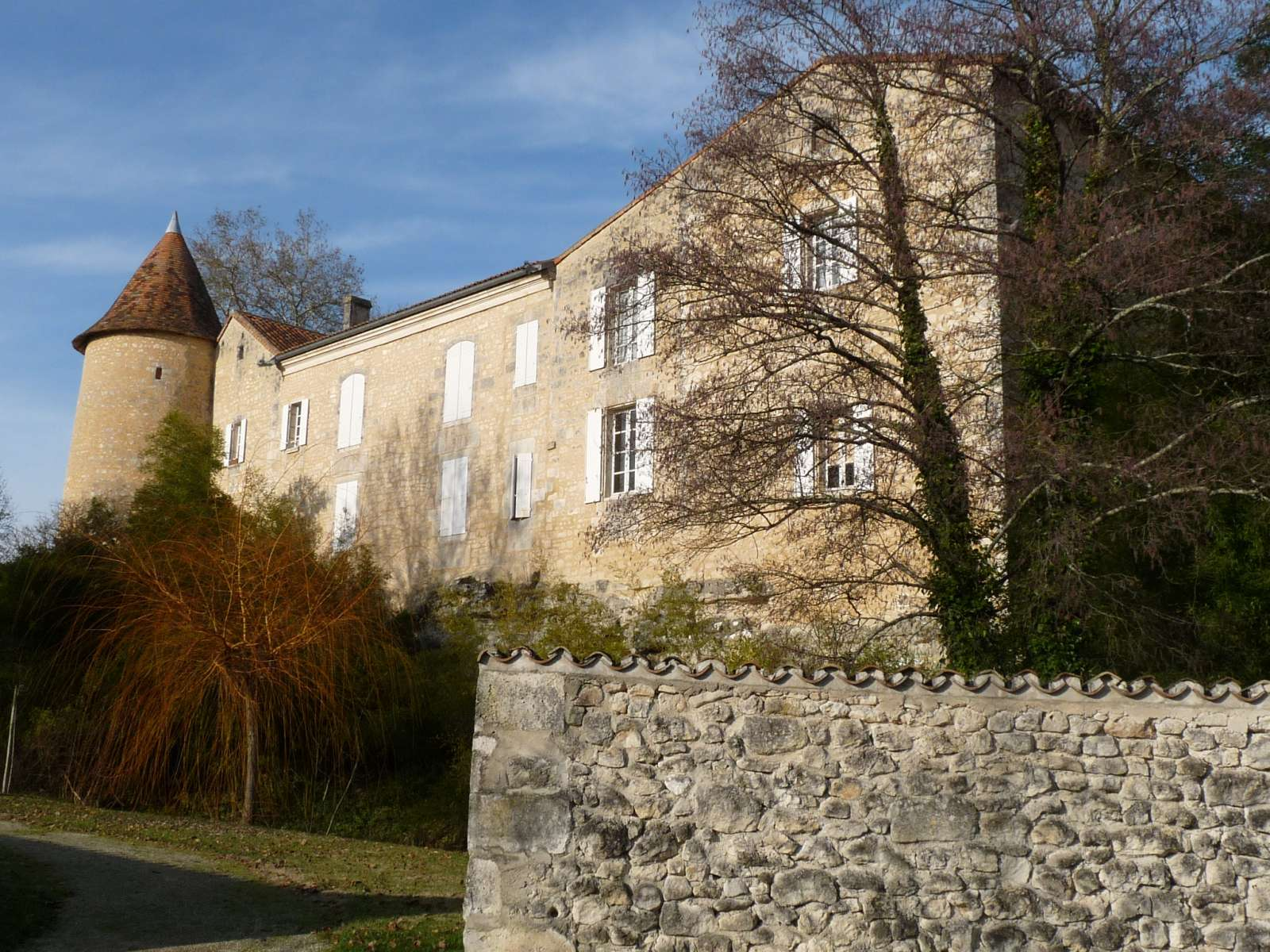
Château de Blanzaguet

- Das nur etwa 100 Meter von der Kirche entfernt stehende Schloss (château) von Blanzaguet ist ein recht schlichter zweigeschossiger Bau des 16. Jahrhunderts, der einen – möglicherweise älteren – Rundturm inkorporiert. Er gehörte der weitverzweigten, ursprünglich jedoch aus der Gegend von Condom in der Gascogne stammenden Familie Galard. Während der Revolutionszeit wurde das Schloss als Nationalgut (Bien national) verkauft, jedoch im Jahr 1867 von der Gemeinde zurückerworben, um hier das Rathaus (mairie), eine Schule und das Pfarrhaus (presbytère) unterzubringen. Auf der Rückseite des Schlosses befindet sich eine hübsche Parkanlage, durch die der Bach Voultron fließt.
- Die dem hl. Cybard von Angoulême geweihte Kirche von Saint-Cybard ist ein sehr schlichter romanischer Bau, bei dem Vierungsturm und Apsis fehlen. Die Portalzone der Westfassade ist nach einem Triumphbogenschema gestaltet; darüber ragt der durch zwei horizontale Gesimse gegliederte Westturm auf. Das apsislose Kirchenschiff wird von einer hölzernen Flachdecke überspannt.

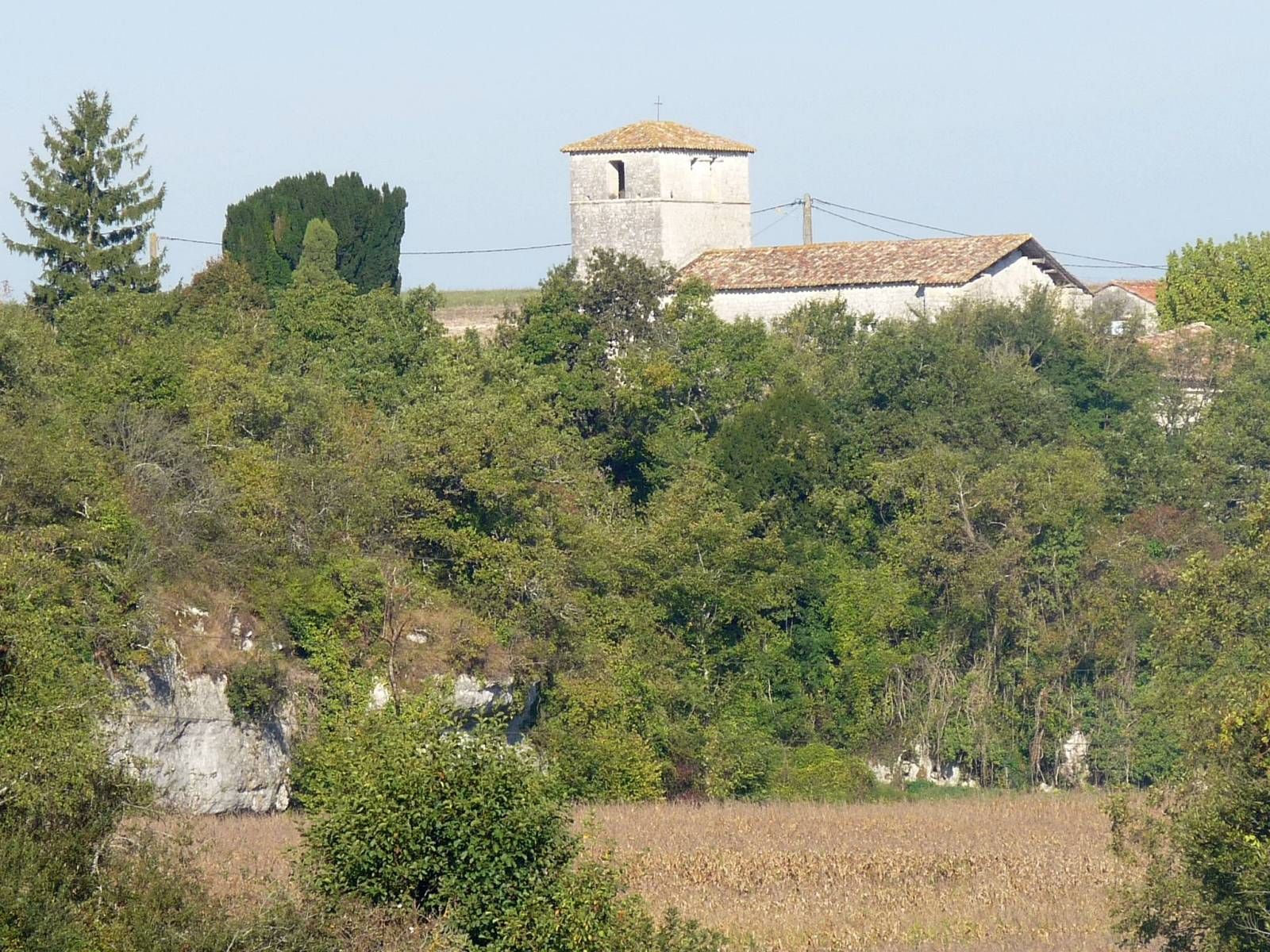
Ansicht von Südosten
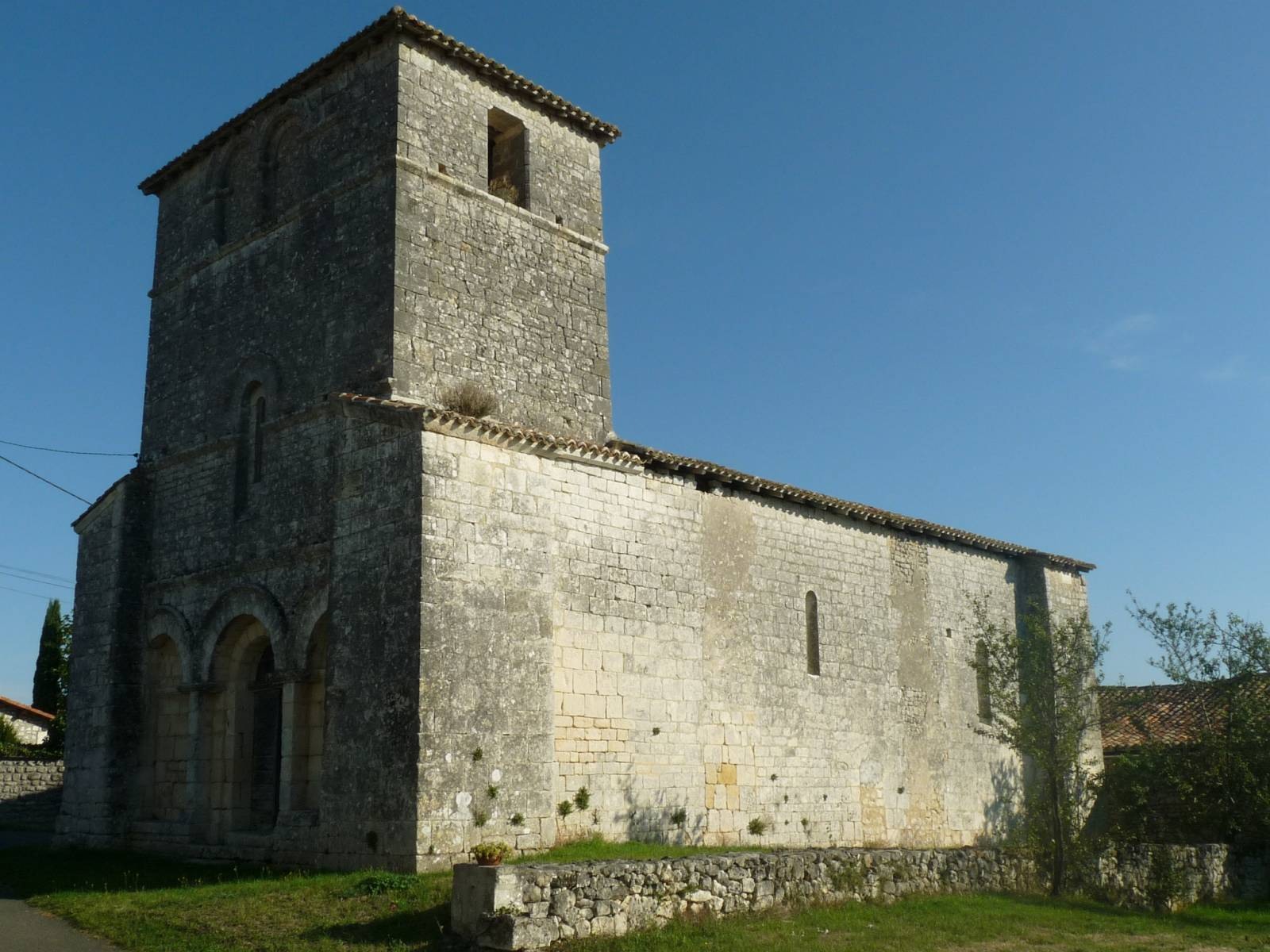
Ansicht von Südwesten
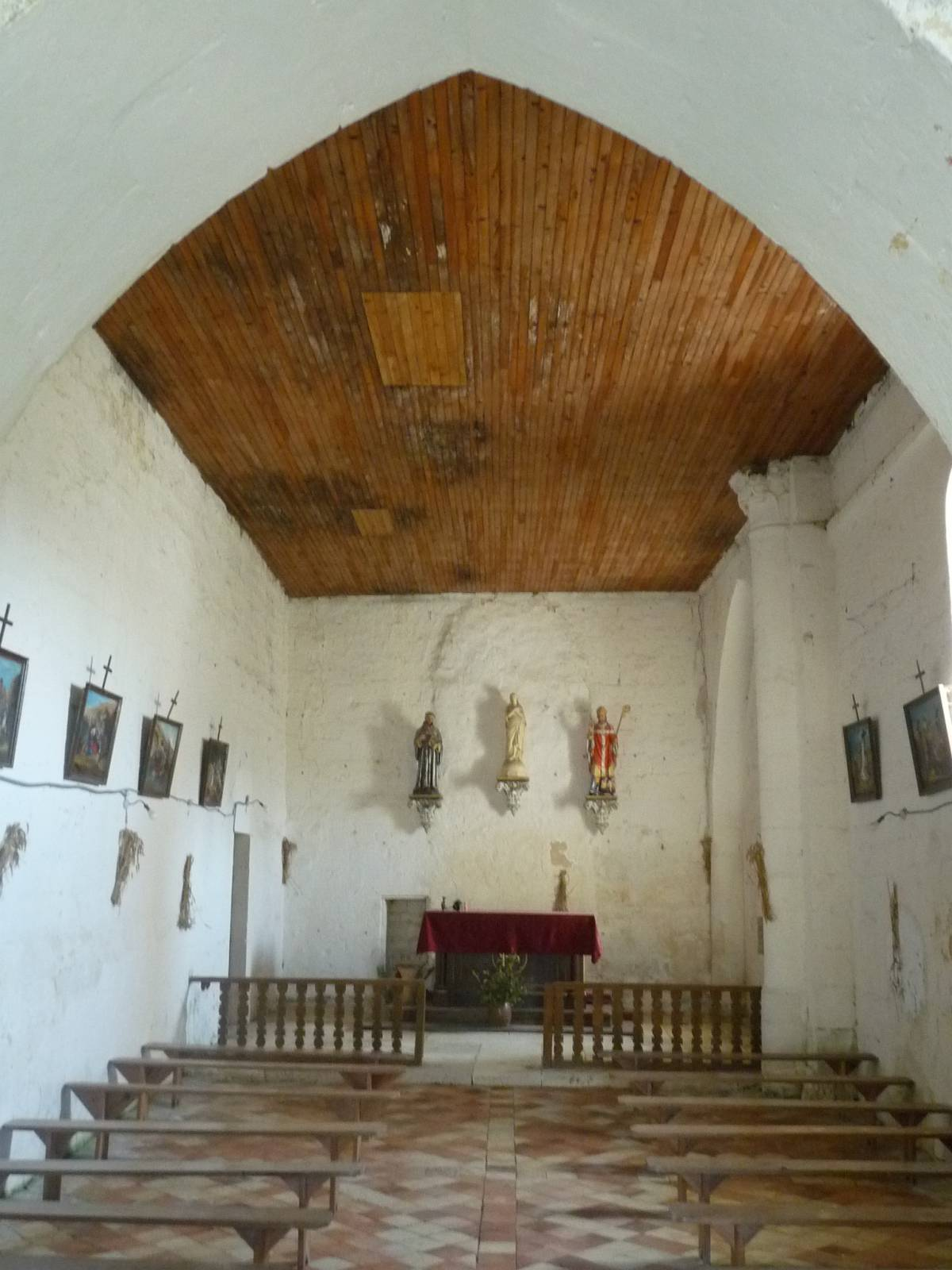
Innenansicht